# Архангеловка
Арха́нгеловка (рос. Архангеловка) — село у складі Оренбурзького району Оренбурзької області, Росія.

## Населення
Населення — 588 осіб (2010; 612 у 2002).
Національний склад (станом на 2002 рік):
- росіяни — 89 %